# Sportclub Preußen 06 Münster 1994-1995
Questa voce raccoglie le informazioni riguardanti lo Sportclub Preußen 06 Münster nelle competizioni ufficiali della stagione 1994-1995.

## Stagione
Nella stagione 1994-1995 il Preussen Münster, allenato da Fritz Bischoff, concluse il campionato di Regionalliga ovest-Sudovest al 10º posto. In Coppa di Germania il Preussen Münster fu eliminato al primo turno dall'Hannover 96.

## Rosa
| N. |                     | Ruolo | Calciatore        |
| -- | ------------------- | ----- | ----------------- |
| 2  | Germania (bandiera) | D     | Timo Kemming      |
| 4  | Germania (bandiera) | D     | Olaf Buschkötter  |
|    | Germania (bandiera) | P     | Thomas Krause     |
|    | Germania (bandiera) | P     | Andreas Sornig    |
|    | Germania (bandiera) | D     | André Bertelsbeck |
|    | Germania (bandiera) | D     | Dirk Böcker       |
|    | Germania (bandiera) | D     | Mark Bördeling    |
|    | Germania (bandiera) | D     | Raphael Gebker    |
|    | Germania (bandiera) | D     | Esad Kuhinja      |
|    | Germania (bandiera) | D     | Thomas Langbein   |
|    | Germania (bandiera) | D     | Matthias Sellmann |
|    | Germania (bandiera) | D     | Thomas Weissen    |

| N. |                     | Ruolo | Calciatore         |
| -- | ------------------- | ----- | ------------------ |
|    | Germania (bandiera) | C     | Guido Albers       |
|    | Germania (bandiera) | C     | Tobias Frank       |
|    | Germania (bandiera) | C     | Thomas Fraundörfer |
|    | Germania (bandiera) | C     | Martin Roling      |
|    | Germania (bandiera) | C     | Jürgen Serr        |
|    | Germania (bandiera) | C     | Heino van den Berg |
|    | Germania (bandiera) | A     | Frank Karlisch     |
|    | Germania (bandiera) | A     | Uwe Leifeld        |
|    | Germania (bandiera) | A     | Werner Schmitz     |
|    | Germania (bandiera) | A     | Uwe Tschiskale     |
|    | Germania (bandiera) | A     | Thomas Wich        |

## Organigramma societario
Area tecnica
- Allenatore: Fritz Bischoff
- Allenatore in seconda:
- Preparatore dei portieri:
- Preparatori atletici:
- Analisi video:

## Calciomercato

### Sessione estiva
| Acquisti | Acquisti          | Acquisti          | Acquisti |
| R.       | Nome              | da                | Modalità |
| -------- | ----------------- | ----------------- | -------- |
| D        | Thomas Langbein   | VfR Sölde         |          |
| A        | Werner Schmitz    | Verl              |          |
| D        | Matthias Sellmann | Borussia Dortmund |          |

| Cessioni | Cessioni           | Cessioni         | Cessioni |
| R.       | Nome               | a                | Modalità |
| -------- | ------------------ | ---------------- | -------- |
| C        | Roland Twyrdy      | Osnabrück        |          |
| D        | Paul Jaschke       | Herzlake         |          |
| D        | Thomas Knauer      | Viktoria Colonia |          |
| A        | Thorsten Kornmaier | Erkenschwick     |          |
| D        | André Kruphölter   | LR Ahlen         |          |

### Sessione invernale
| Acquisti | Acquisti | Acquisti | Acquisti |
| R.       | Nome     | da       | Modalità |
| -------- | -------- | -------- | -------- |

| Cessioni | Cessioni      | Cessioni         | Cessioni |
| R.       | Nome          | a                | Modalità |
| -------- | ------------- | ---------------- | -------- |
| D        | Otto Fehlings | Viktoria Colonia |          |

## Risultati

### Regionalliga

#### Girone di andata
| Arbitro: | Zumkier |

|               |           |            |
| Heinsdorf 65’ | Marcatori | 90’ Twyrdy |

| Arbitro: | Steinborn |

|                     |           |                                                 |
| Twyrdy 63’ Serr 76’ | Marcatori | 4’ Sturm 34’, 61’ Hutwelker 52’ Klauß 56’ Weber |

| Arbitro: | Lüthge |

|                      |           |                        |
| Vier 48’ Raschke 53’ | Marcatori | 63’ Leifeld 79’ Twyrdy |

| Arbitro: | Schneider |

|  |           |                      |
|  | Marcatori | 90’ (rig.) Tschiedel |

| Arbitro: | Müller |

|  |           |                                      |
|  | Marcatori | 1’, 44’ Wich 17’ Twyrdy 90’ Langbein |

| Arbitro: | Hülsenbeck |

|         |           |  |
| Serr 4’ | Marcatori |  |

| Arbitro: | Casper |

|            |           |             |
| Walter 15’ | Marcatori | 21’ Leifeld |

| Arbitro: | Willems |

|             |           |                                    |
| Leifeld 37’ | Marcatori | 4’ Flausse 44’ Bigvava 66’ Adeyemi |

| Arbitro: | Thiemer |

|  |           |            |
|  | Marcatori | 79’ Gebker |

| Münster 9 ottobre 1994, ore 15:00 CET 10ª giornata | Preußen Münster | 0 – 0 referto | Wattenscheid 09 II | Preußenstadion (1 500 spett.)\| Arbitro: \| Albers \| |
| Arbitro:                                           | Albers          |               |                    |                                                       |

| Arbitro: | Webers |

|            |           |          |
| Stulin 74’ | Marcatori | 42’ Serr |

| Arbitro: | Eli |

|            |           |                |
| Schmitz 2’ | Marcatori | 32’ Arslanović |

| Arbitro: | Steinborn |

|               |           |          |
| Ratkowski 31’ | Marcatori | 75’ Serr |

| Arbitro: | Frorath |

|                                              |           |                     |
| Langbein 17’ Schmitz 34’ Serr 66’ Albers 72’ | Marcatori | 18’ (aut.) Sellmann |

| Arbitro: | Blüthgen |

|             |           |  |
| Schmitz 50’ | Marcatori |  |

| Colonia 4 dicembre 1994, ore 14:00 CET 16ª giornata | Preußen Colonia | 0 – 0 referto | Preußen Münster | Sportpark Höhenberg (1 800 spett.)\| Arbitro: \| Gerber \| |
| Arbitro:                                            | Gerber          |               |                 |                                                            |

| Arbitro: | Schäfer |

|                                      |           |                |
| Bertelsbeck 58’ Serr 68’ Leifeld 88’ | Marcatori | 45’ Bockenfeld |

#### Girone di ritorno
| Arbitro: | Gatz |

|             |           |                                      |
| Leifeld 15’ | Marcatori | 82’ Gudushauri 86’ (aut.) Tschiskale |

| Arbitro: | Fandel |

|                                        |           |                 |
| Weber 20’ Sturm 30’, 80’ Hutwelker 85’ | Marcatori | 10’ (aut.) Henn |

| Münster 5 marzo 1995, ore 15:00 CET 20ª giornata | Preußen Münster | 0 – 0 referto | Verl | Preußenstadion (1 600 spett.)\| Arbitro: \| Stodiek \| |
| Arbitro:                                         | Stodiek         |               |      |                                                        |

| Arbitro: | Clemens |

|                                 |           |            |
| Kindgen 57’ Lämmermann 59’, 89’ | Marcatori | 66’ Albers |

| Arbitro: | Insam |

|                |           |              |
| Tschiskale 11’ | Marcatori | 31’ Wosnitza |

| Oer-Erkenschwick 26 marzo 1995, ore 15:00 CET 23ª giornata | Erkenschwick | 0 – 0 referto | Preußen Münster | Stimbergstadion (1 800 spett.)\| Arbitro: \| Hotop \| |
| Arbitro:                                                   | Hotop        |               |                 |                                                       |

| Arbitro: | Friedrichs |

|                |           |                                  |
| Tschiskale 75’ | Marcatori | 39’ (rig.) von Heesen 59’ Tumani |

| Arbitro: | Orde |

|                     |           |  |
| Süs 39’, 65’ (rig.) | Marcatori |  |

| Arbitro: | Webers |

|                         |           |                                |
| Serr 76’ Tschiskale 89’ | Marcatori | 22’, 29’ Czakon 48’ Zimmermann |

| Arbitro: | Schräer |

|                        |           |                                 |
| Milde 66’ Jedlicka 86’ | Marcatori | 9’ Buschkötter 45’ van den Berg |

| Arbitro: | Wicht |

|                    |           |  |
| Bördeling 88’, 90’ | Marcatori |  |

| Arbitro: | Müller |

|                         |           |          |
| Gerlach 57’ Schmidt 62’ | Marcatori | 13’ Serr |

| Arbitro: | Schneider |

|                      |           |             |
| Wich 10’ Weissen 76’ | Marcatori | 82’ Wegmann |

| Arbitro: | Szukat |

|  |           |               |
|  | Marcatori | 10’, 76’ Serr |

| Arbitro: | Stodiek |

|                          |           |                                      |
| Hecking 33’ Spannuth 39’ | Marcatori | 22’ (aut.) Wiercimok 81’ Fraundörfer |

| Arbitro: | Albers |

|                             |           |               |
| Leifeld 27’ Serr 88’ (rig.) | Marcatori | 50’ Neuwohner |

| Arbitro: | Eli |

|             |           |                                        |
| Vengels 72’ | Marcatori | 14’ Serr 42’ Schmitz 63’ (rig.) Krause |

### Coppa di Germania
| Arbitro: | Jansen |

|  |           |                                                                 |
|  | Marcatori | 51’ Daschner 61’ Groth 63’ Gütschow 66’ Harttgen 83’ Kobylański |

## Statistiche

### Statistiche di squadra
| Competizione                | Punti | In casa | In casa | In casa | In casa | In casa | In casa | In trasferta | In trasferta | In trasferta | In trasferta | In trasferta | In trasferta | Totale | Totale | Totale | Totale | Totale | Totale | DR |
| Competizione                | Punti | G       | V       | N       | P       | Gf      | Gs      | G            | V            | N            | P            | Gf           | Gs           | G      | V      | N      | P      | Gf     | Gs     | DR |
| --------------------------- | ----- | ------- | ------- | ------- | ------- | ------- | ------- | ------------ | ------------ | ------------ | ------------ | ------------ | ------------ | ------ | ------ | ------ | ------ | ------ | ------ | -- |
| Regionalliga ovest-Sudovest | 46    | 17      | 7       | 4       | 6       | 24      | 22      | 17           | 4            | 9            | 4            | 23           | 22           | 34     | 11     | 13     | 10     | 47     | 44     | +3 |
| Coppa di Germania           | -     | 1       | 0       | 0       | 1       | 0       | 5       | 0            | 0            | 0            | 0            | 0            | 0            | 1      | 0      | 0      | 1      | 0      | 5      | -5 |
| Totale                      | 46    | 18      | 7       | 4       | 7       | 24      | 27      | 17           | 4            | 9            | 4            | 23           | 22           | 35     | 11     | 13     | 11     | 47     | 49     | -2 |

### Andamento in campionato
| Giornata  | 1 | 2  | 3  | 4  | 5  | 6  | 7  | 8  | 9  | 10 | 11 | 12 | 13 | 14 | 15 | 16 | 17 | 18 | 19 | 20 | 21 | 22 | 23 | 24 | 25 | 26 | 27 | 28 | 29 | 30 | 31 | 32 | 33 | 34 |
| --------- | - | -- | -- | -- | -- | -- | -- | -- | -- | -- | -- | -- | -- | -- | -- | -- | -- | -- | -- | -- | -- | -- | -- | -- | -- | -- | -- | -- | -- | -- | -- | -- | -- | -- |
| Luogo     | T | C  | T  | C  | T  | C  | T  | C  | T  | C  | T  | C  | T  | C  | C  | T  | C  | C  | T  | C  | T  | C  | T  | C  | T  | C  | T  | C  | T  | C  | T  | T  | C  | T  |
| Risultato | N | P  | N  | P  | V  | V  | N  | P  | V  | N  | N  | N  | N  | V  | V  | N  | V  | P  | P  | N  | P  | N  | N  | P  | P  | P  | N  | V  | P  | V  | V  | N  | V  | V  |
| Posizione | 6 | 15 | 14 | 14 | 12 | 10 | 10 | 13 | 12 | 10 | 11 | 11 | 10 | 8  | 7  | 5  | 5  | 6  | 8  | 8  | 10 | 9  | 9  | 12 | 12 | 12 | 12 | 12 | 12 | 12 | 11 | 11 | 11 | 10 |

Legenda:

Luogo: C = Casa; T = Trasferta. Risultato: V = Vittoria; N = Pareggio; P = Sconfitta.

### Statistiche dei giocatori
| Giocatore       | Regionalliga | Regionalliga | Regionalliga | Regionalliga | Coppa di Germania | Coppa di Germania | Coppa di Germania | Coppa di Germania | Totale   | Totale | Totale      | Totale     |
| Giocatore       | Presenze     | Reti         | Ammonizioni  | Espulsioni   | Presenze          | Reti              | Ammonizioni       | Espulsioni        | Presenze | Reti   | Ammonizioni | Espulsioni |
| --------------- | ------------ | ------------ | ------------ | ------------ | ----------------- | ----------------- | ----------------- | ----------------- | -------- | ------ | ----------- | ---------- |
| G. Albers       | 17           | 2            | 0            | 0            | 1                 | 0                 | 0                 | 0                 | 18       | 2      | 0           | 0          |
| A. Bertelsbeck  | 23           | 1            | 0            | 0            | 0                 | 0                 | 0                 | 0                 | 23       | 1      | 0           | 0          |
| O. Buschkötter  | 22           | 1            | 1            | 0            | 0                 | 0                 | 0                 | 0                 | 22       | 1      | 1           | 0          |
| D. Böcker       | 23           | 0            | 0            | 0            | 0                 | 0                 | 0                 | 0                 | 23       | 0      | 0           | 0          |
| M. Bördeling    | 20           | 2            | 0            | 0            | 1                 | 0                 | 0                 | 0                 | 21       | 2      | 0           | 0          |
| O. Fehlings     | 2            | 0            | 0            | 0            | 0                 | 0                 | 0                 | 0                 | 2        | 0      | 0           | 0          |
| T. Frank        | 5            | 0            | 0            | 0            | 0                 | 0                 | 0                 | 0                 | 5        | 0      | 0           | 0          |
| T. Fraundörfer  | 9            | 1            | 0            | 0            | 0                 | 0                 | 0                 | 0                 | 9        | 1      | 0           | 0          |
| R. Gebker       | 17           | 1            | 3            | 2            | 0                 | 0                 | 0                 | 0                 | 17       | 1      | 3           | 2          |
| F. Karlisch     | 5            | 0            | 0            | 0            | 0                 | 0                 | 0                 | 0                 | 5        | 0      | 0           | 0          |
| T. Kemming      | 19           | 0            | 0            | 2            | 0                 | 0                 | 0                 | 0                 | 19       | 0      | 0           | 2          |
| T. Krause       | 33           | 1            | 0            | 0            | 1                 | 0                 | 0                 | 0                 | 34       | 1      | 0           | 0          |
| E. Kuhinja      | 6            | 0            | 0            | 0            | 1                 | 0                 | 0                 | 0                 | 7        | 0      | 0           | 0          |
| T. Langbein     | 29           | 2            | 3            | 3            | 1                 | 0                 | 0                 | 0                 | 30       | 2      | 3           | 3          |
| U. Leifeld      | 26           | 6            | 2            | 1            | 1                 | 0                 | 0                 | 0                 | 27       | 6      | 2           | 1          |
| M. Roling       | 1            | 0            | 0            | 0            | 0                 | 0                 | 0                 | 0                 | 1        | 0      | 0           | 0          |
| W. Schmitz      | 33           | 4            | 2            | 0            | 1                 | 0                 | 0                 | 0                 | 34       | 4      | 2           | 0          |
| M. Sellmann     | 30           | 0            | 2            | 0            | 1                 | 0                 | 0                 | 0                 | 31       | 0      | 2           | 0          |
| J. Serr         | 32           | 12           | 1            | 1            | 1                 | 0                 | 0                 | 0                 | 33       | 12     | 1           | 1          |
| A. Sornig       | 1            | 0            | 0            | 0            | 0                 | 0                 | 0                 | 0                 | 1        | 0      | 0           | 0          |
| U. Tschiskale   | 27           | 3            | 15           | 1            | 1                 | 0                 | 0                 | 0                 | 28       | 3      | 15          | 1          |
| R. Twyrdy       | 15           | 4            | 1            | 0            | 1                 | 0                 | 0                 | 0                 | 16       | 4      | 1           | 0          |
| T. Weissen      | 4            | 1            | 0            | 0            | 0                 | 0                 | 0                 | 0                 | 4        | 1      | 0           | 0          |
| T. Wich         | 17           | 3            | 1            | 1            | 1                 | 0                 | 0                 | 0                 | 18       | 3      | 1           | 1          |
| H. van den Berg | 23           | 1            | 1            | 0            | 1                 | 0                 | 0                 | 0                 | 24       | 1      | 1           | 0          |